# Бессель, Василий Васильевич
Василий Васильевич Бессель (нем. Wilhelm Franz Bessel; 1843—1907) — российский музыкальный издатель.

## Биография
Родился 13 (25) апреля 1843 года в Санкт-Петербурге. Отец — Даниэль-Вильгельм Бессель (20.12.1805—11.04.1871). 
Учился в петербургском реформаторском училище. В раннем детстве, благодаря поддержке старшего брата Александра он начал заниматься у известного педагога Р. Альбрехта. В конце 1850-х годов участвовал в оркестре Карла Шуберта, где в 1858 году познакомился с Антоном Рубинштейном, от которого узнал о предстоящем открытии Музыкальных классов Русского музыкального общества, давших начало Санкт-Петербургской консерватории. В 1862 году Бессель поступил в консерваторию сразу по двум специальностям: теория музыки и класс скрипки профессора Венявского. 
В 1865 году окончил консерваторию, став первым выпускником класса альта Иеронима Вейкмана. Был принят в петербургский балетный оркестр, где трудился в течение 1867—1874 годов. Однако он не стал ограничиваться только исполнительской деятельностью. В 1866 году опубликовал переведённую ещё в студенческие годы книгу Йозефа Шлютера «Обозрение всеобщей истории музыки» (второе издание в 1905 году вышло с приложением «Очерка музыки в России» самого Бесселя).
В августе 1869 года вместе с младшим братом Иваном (Василий Васильевич заведовал художественной и технической частью, а Иван Васильевич — административной и коммерческой) он открыл на Невском проспекте (дом 54) магазин музыкальной литературы «В. Бессель и Ко», а в 1871 году и свою нотопечатню. Первым издательским проектом Бесселя был выпуск сочинений Антона Рубинштейна, прежде печатавшихся только в Германии. С 1874 года фирма Бесселя печатала музыкально-педагогическую литературу для фортепианных классов Петербургской консерватории.
Среди изданий Бесселя были оперы «Опричник» Чайковского, «Борис Годунов» Мусоргского, «Анджело» и «Ратклиф» Кюи, симфонии Римского-Корсакова и Бородина, «Картинки с выставки» Мусоргского и многие другие ключевые сочинения новейшей русской музыки.
В 1872—1877 гг. издавал еженедельный журнал «Музыкальный листок», а в 1885—1889 гг. — «Музыкальное обозрение». Систематически печатал статьи в газете «Новое время» и в лейпцигской «Новой музыкальной газете». Опубликовал книгу «Нотное дело» (1901), мемуары о П. И. Чайковском.
Как и его брат Иван, был членом Общества благоустройства дачной жизни в Териоки (с 1905).
Умер в Цюрихе 19 февраля (4 марта) 1907 года и был погребён 7 (20) марта 1907 года на Волковском лютеранском кладбище в Санкт-Петербурге.